# Matthias Kaltenbach
Matthias Kaltenbach (* 3. März 1985 in Freiburg im Breisgau) ist ein deutscher Fußballtrainer.

## Karriere
Nachdem Kaltenbach in der Fußballschule von Alfons Higl gearbeitet hatte, wurde er zur Saison 2011/12 im Alter von 26 Jahren dessen Co-Trainer bei den A-Junioren (U19) der TSG 1899 Hoffenheim, die in der A-Junioren-Bundesliga spielten. Nach dem Fast-Abstieg übernahm zur Saison 2012/13 Thomas Krücken die U19, dem Kaltenbach fortan assistierte. Zur Saison 2013/14 wurde Julian Nagelsmann neuer Cheftrainer, mit dem Kaltenbach deutscher A-Junioren-Meister wurde. In der Saison 2014/15 führten Nagelsmann und Kaltenbach die Mannschaft erneut zum Gewinn der Staffel Süd/Südwest, scheiterten aber im Finale am FC Schalke 04. Nachdem Nagelsmann im Februar 2016 die Profimannschaft übernommen hatte, wurde Kaltenbach Cheftrainer der U19. Er wurde mit der Mannschaft in der Saison 2015/16 erneut Meister der Staffel Süd/Südwest, scheiterte aber im Finale an Borussia Dortmund.
Zur Saison 2016/17 wurde er Nagelsmanns Co-Trainer bei der Bundesligamannschaft. Kaltenbach assistierte ihm über drei Spielzeiten und wurde zur Saison 2019/20 Co-Trainer von Nagelsmanns Nachfolger Alfred Schreuder, der bis 2017 ebenfalls dessen Assistent gewesen war.
Nachdem sich der Verein von Schreuder getrennt hatte, übernahm Kaltenbach am 9. Juni 2020 gemeinsam mit dem U19-Trainer Marcel Rapp und dem U16-Trainer Kai Herdling die Bundesligamannschaft, die nach dem 30. Spieltag mit 43 Punkten auf dem 7. Platz stand, übergangsweise bis zum Saisonende. Der Verein bezeichnete die Übergangsregelung als „Teamlösung“. Rapp war zwar der Einzige, der über eine Fußballlehrer-Lizenz verfügte, offizieller Cheftrainer war allerdings Kaltenbach. Das Trainerteam gewann 3 der letzten 4 Spiele und schloss die Saison auf dem 6. Platz ab, womit man sich direkt für die Europa League qualifizierte.
Zur Saison 2020/21 kehrte Kaltenbach unter dem neuen Cheftrainer Sebastian Hoeneß wieder auf die Co-Trainer-Position zurück. Im Sommer 2022 wechselte er zu Ajax Amsterdam und assistiert beim niederländischen Rekordmeister seinem ehemaligen Hoffenheimer Co-Trainer-Kollegen Alfred Schreuder. Am 26. Januar 2023, nach sieben Spielen ohne Sieg, wurden Schreuder und Kaltenbach gefeuert.

## Erfolge
- A-Junioren-Meister: 2014 (als Co-Trainer)
- Meister der A-Junioren-Bundesliga – Staffel Süd/Südwest: 2014, 2015 (beide als Co-Trainer), 2016